# Dolní Lochov
Dolní Lochov è un comune della Repubblica Ceca facente parte del distretto di Jičín, nella regione di Hradec Králové.